# Marc Isambard Brunel
Sir Marc Isambard Brunel FRS (født 25. april 1769, død 12. december 1849) var en fransk ingeniør som bosatte sig i England. Han foretrak navnet Isambard, men er kendt som Marc for at undgå forveksling med hans berømte søn Isambard Kingdom Brunel.
Som den yngre søn af en landmand i Normandiet var det meningen, at han skulle være præst, men han var mere praktisk orienteret og blev søofficerskadet. Efter den Franske Revolution flygtede han i 1793  til USA, hvor han blev chefingeniør i New York. I 1799 flyttede han til England, som bød ham større muligheder for udvikling af maskiner til masseproduktion, og som var hjemsted for hans forlovede Sophia, som han havde mødt i Frankrig. Hans første succes var en metode til produktion rignings(taljer) til flåden i Portsmouth Block Mills. Det var den første virkelige industrielle serieproduktion; hans partnere var Samuel Bentham og Henry Maudslay.
Han var maskiningeniør og udviklede savværksmaskiner, idet han indgik kontrakter med den Britiske Regering ved Chatham og Woolwich værftet, hvor han anvendte sine erfaringer fra Portsmouth Block Mills. Han byggede sit eget savværk i Battersea i London (nedbrændt 1814), og konstruerede savværker til entreprenører. Han udviklede maskiner til masseproduktion af soldaterstøvler, men før han nåede op på fuld produktionskapacitet, faldt efterspørgslen på grund af afslutningen af Napoleonskrigene. Brunel gik konkurs og sad fængslet i King's Bench i Southwark.